# Sfera hydropneumatyczna
Sfera hydropneumatyczna - element bezpośrednio odpowiadający za komfort resorowania (zawieszenie hydropneumatyczne) stosowanym wyłącznie w samochodach marki Citroën i zastępujący konwencjonalną sprężynę i amortyzator w zawieszeniu samochodów. Nazwana również kulą bądź gruszką. W jej wnętrzu znajduje się elastyczna membrana. Po jednej stronie znajduje się sprężony gaz (azot) pod ciśnieniem odpowiednim do miejsca zastosowania sfery, a po drugiej stronie płyn roboczy mineralny LHM, bądź  syntetyczny LDS.
Wytrzymałość takiego elementu starszego typu oceniano na ok. 60.000 km, natomiast te najnowsze powinny wytrzymać nawet w polskich warunkach ok. 200.000 km. 
Średnie ciśnienie azotu w nowej kuli jest różne i zależy od miejsca zastosowania sfery i wynosi kilkadziesiąt atmosfer. Elementy te mają zastosowanie nie tylko jako element resorujący w zawieszeniu, ale także jako akumulator ciśnienia w układzie hydraulicznym samochodu dla podtrzymania stałego ciśnienia, jako kula antyopadowa dla tylnej osi np. Citroën Xantia a także jako dodatkowe akumulatory ciśnienia dla osi przedniej i tylnej w najnowszych układach aktywnego zawieszenia (Hydroactiv 3+) zastosowanego w najnowszych modelach Citroën C5 i C6.
Sfery mogą różnić się między sobą nie tylko ciśnieniem wewnętrznym azotu, ale także zastosowaniem w ich budowie elementów amortyzujących w postaci wkładek amortyzujących o różnych parametrach tłumienia drgań. Sfery posiadające wkładki amortyzujące mają zastosowanie w kolumnach zawieszenia natomiast sfery pozbawione wkładek stosowane są w pozostałych układach hydraulicznych.
Sfery starszego typu (m.in. XM, Xantia) to elementy podlegające regeneracji (tzw. nabijanie sfer). Nowsze, (C5,C6) w przypadku zużycia, wymagają wymiany.